# Hemidactylus pumilio
Hemidactylus pumilio es una especie de gecos de la familia Gekkonidae.

## Distribución geográfica yhábitat
Es endémica de Socotra (Yemen). Su rango altitudinal oscila entre 5 y 995 m s. n. m..